# Homonnay Tivadar
Szántói Homonnay Tivadar (Kalocsa, 1888. május 3. – Budapest, 1964. június 29.) magyar keresztényszocialista politikus, Budapest főpolgármestere.

## Életpályája
Kolozsváron és Budapesten végezte el jogi tanulmányait. Külföldi tanulmányútja után vasúti tisztviselő volt. 1906–1919 között a MÁV munkatársa, 1919–1921 között fogalmazója, 1921–1922 között segédtitkára, majd 1922-ben titkára volt. 1911-ben doktorált.
A Tanácsköztársaság idején (1919) részt vett az ellenforradalmi mozgalomban. 1919-ben a Keresztény Szocialista Vasutasok Országos Egyesületének alapító elnöke volt. 1919-ben a Keresztény Szociális Gazdasági Párt tagja volt. 1919–1922 között a Keresztény Nemzeti Egyesülés Pártja taga volt. 1920–1942 között a fővárosi törvényhatósági bizottság tagja volt. 1920–1926 között nemzetgyűlési, 1927–1942 között országgyűlési képviselő volt. 
Az első nemzetgyűlésen a botbüntetés bevezetéséről szóló törvényjavaslat előadója volt. 1923–1925 között az Országos Keresztényszocialista Párt tagja volt. 1924-ben kormányfőtanácsossá nevezték ki. 1925–1937 között a Keresztény Gazdasági és Szociális Párt tagja volt. 1937–1939 között az Egyesült Keresztény Párt tagja volt. 1939–1944 között a Magyar Élet Pártja tagja volt. A fővárosi Keresztény Községi Párt (Wolff-párt) egyik vezetője volt. 1942–1944 között – Magyarország német megszállásáig – Budapest főpolgármestere volt.
1951-ben vagyonától megfosztották, Budapestről kitelepítették.
Több éven át a Magyar Úszó Szövetség elnöke volt. Sírja a Farkasréti temetőben található (2-3-169).

## Családja
Latin nyelvű születési anyakönyvi bejegyzése szerint Homonnay Theodorus Ernestus néven született 1888. május 3-án, Homonnay Nándor (a bejegyzés szerint Homonnay Ferdinandus) és Dőry Clarissa de Jobaháza [születési nevén Dőry Maria Clara Philippina Carolina] fiaként; keresztelése 1888. május 7-én zajlott.
1913. július 17-én, Budapesten kötött házasságot Lehotzky Irénnel. Három gyermekük született: László, Farkas és Mária.
1964. június 30-án hunyt el Budapesten, a VIII. kerület, Szentkirályi utca 46. szám alatt (vagyis a mai Semmelweis Egyetem Belgyógyászati és Hematológiai Klinika épületében), mint ny. főpolgármester, IX. kerület, Üllői út 59. szám alatti lakos, keringési elégtelenség következtében. A bejegyzésben édesanyja neve tévesen Dőry Krisztinaként szerepel.

## Művei
- Beszéde a kötelező betegségi és baleseti biztosításról (Budapest, 1927)

## Díjai
- II. osztályú magyar érdemkereszt (1929)